# Albert de Préaudeau
 (octobre 2018).
Si vous disposez d'ouvrages ou d'articles de référence ou si vous connaissez des sites web de qualité traitant du thème abordé ici, merci de compléter l'article en donnant les références utiles à sa vérifiabilité et en les liant à la section « Notes et références ».
Albert de Préaudeau (1844-1921), est un polytechnicien français devenu inspecteur général des Ponts et Chaussées, qui a travaillé longtemps dans les voies navigables, notamment sur le bassin de la Seine.
Par ailleurs il a déroulé toute une carrière dans les chemins de fer. On lui doit de nombreux ouvrages d'art et des traités sur leur réalisation, qui firent longtemps autorité. Professeur à l'École nationale des ponts et chaussées, c'est un éminent acteur et témoin du développement routier, ferroviaire et fluvial de la France à la charnière des XIXe et XXe siècles.

## Biographie

### Années de formation
Fils d'un officier d'infanterie, Louis Auguste de Préaudeau,(1804-1846), mort alors qu'il avait deux ans, Albert de Préaudeau fut élevé par sa mère et son grand-père, le colonel Normand, député d’Eure-et-Loir. Après de brillantes études scientifiques au lycée Louis-le-Grand, il fut reçu quatorzième à l'École polytechnique en 1863. Il en sortit dans les premiers en 1865 puis entra à l’École des ponts et chaussées d'où il sortit ingénieur trois ans plus tard.

### La Guerre de 1870
Pendant la Guerre franco-prussienne de 1870, ayant assumé les missions de destruction dont il avait été chargé par le Baron Pétiet, sous-préfet de la ville de Sedan, Albert de Préaudeau rejoignit au camp de Conlie l’armée de Bretagne que commandait le comte de Kératry où il put servir de manière active comme lieutenant en premier d’artillerie. Il fit toute la campagne de la Loire à la batterie de mitrailleuses de la IVe Division du général Auguste Gougeard (21e Corps). Il rentra à Sedan après la conclusion de la paix. Quelques années après il était nommé capitaine puis chef de bataillon du génie au titre de la réserve. 

### Ingénieur des ponts et chaussées
Après avoir débuté au Puy, Albert de Préaudeau fut envoyé à Sedan (service de la navigation). Après la guerre de 1870,  il revint y habiter ; il effectua à cette époque de grands travaux sur le canal de l’Est (canalisation de la Chiers et de la Meuse, amélioration du canal des Ardennes). En 1877 il fut nommé à Paris au service de la navigation (amélioration de la navigation sur la Seine : construction des écluses de Carrières-sous-Poissy et de Bougival, réparation du barrage d'Andrésy en 1879). Il fut ensuite muté au service de la construction des chemins de fer ; en 1883, Albert de Préaudeau fut nommé Ingénieur en Chef à Rouen. En 1886, il revint à Paris qu’il ne devait dès lors plus quitter. 
Après quelque temps passé encore au service de la construction des chemins de fer (il fut responsable, entre autres, des lignes normandes et de celles du Bas-Poitou, puis de celles d'Aquitaine et du Massif Central), Albert de Préaudeau fut chargé du Contrôle des Chemins de fer Algériens, Tunisiens et Corses. En 1896 il devint Professeur du Cours des « Procédés Généraux de construction » à l’École des ponts et chaussées. Il occupa cette chaire pendant neuf années à la fin desquelles il fut nommé Inspecteur Général. En 1906, le voici membre de la nouvelle commission du ciment armé, nommée par le Conseil général des ponts et chaussées le 15 mars 1906, composée de Maurice Lévy, inspecteur général de 1re classe des Ponts et Chaussées, président et rapporteur, Albert de Préaudeau, inspecteur général de 2e classe, Henri Vétillard, inspecteur général de 2e classe. Cette commission étudia les conceptions d'Armand Considère sur le ciment armé. En 1909, il fut appelé à la vice-présidence du Conseil général des ponts et chaussées, c'est-à-dire au poste le plus élevé de cette administration (dont le président est le ministre des Travaux publics, Alexandre Millerand à l'époque). Parallèlement, en 1903, il avait été nommé correspondant à Paris des chemins de fer algériens (jusqu’en 1906). 
Il prend sa retraite en 1914 (à 70 ans dont 48 années de services), peu avant la déclaration de guerre. C’est Paul Alexandre qui prend sa suite comme vice président du conseil des Ponts et Chaussées. En 1920, la Société amicale des anciens élèves de l’École polytechnique, dont il a été un des fondateurs, le choisit comme président. Il meurt subitement peu après, le 27 octobre 1921, à son domicile rue Saint-Guillaume et est inhumé au cimetière du Montparnasse.

### Les différentes commissions auxquelles il siégea
Albert de Préaudeau fut en 1904, membre de la commission des distributions d’électricité dont il deviendra président en 1908.
Il fut membre en 1906 de la Commission du ciment armé, et du Comité d'exploitation technique des chemins de fer. 
En 1908, il fut membre de la Commission des chaux et ciments et membre de la Commission des annonces de crues (de la Seine).
En 1908, il est institué, au Ministère des Travaux publics, des Postes et des Télégraphes, une commission spéciale chargée d'étudier l'ensemble des questions relatives aux adjudications des travaux publics. Albert de Préaudeau y siège.
Il a été aussi membre de la Commission mixte des travaux publics, du Comité consultatif des chemins de fer, de la Commission de vérification des comptes des compagnies de chemin de fer, de la Commission centrale des automobiles.
Enfin, il a été président (1910-1914) de l’AIPCR Association internationale permanente des Congrès de la Route devenue depuis l’Association mondiale de la Route. Il y intervint de nombreuses fois,,.
À compter de 1914, il présida le Comité de règlement amiable des entreprises.
Au moment de l'exposition universelle de 1900, il avait été membre du jury (classe 28).

### Famille
De son mariage avec Louise Rousselle (1851-1940) naquirent huit enfants dont six survécurent :
- Marie (1876-1907) épouse de Marcel Biard (1865-1932) dont postérité
- Thérèse (1877-1931) épouse de Pierre Rudelle (1874-1905) dont postérité
- Louis (1879-1911) (1)
- Jean (1881-1884)
- Jeanne (1886-1972) épouse d'Étienne Barbié (1877-1949) dont postérité
- Marc (1887-1957) (2)
- Guy (1893-1943) (3)
- Paule (1896-1896)

## Publications
- 1871 : Note sur l’emploi de la drague Perris pour le dévasement des canaux d’irrigation (avec Sugot), Annales des Ponts et Chaussées 2e semestre 1871, p. 163-170
- 1873 : Canalisation de la Chiers : Partie comprise entre Longwy et la Meuse : Avant-projet des travaux : plan général, profil en long et notice explicative
- 1880 : Note sur les glaces et la débâcle de la Seine pendant l’hiver 1879-1880, Annales des Ponts et Chaussées
- 1881 : Note sur quelques expériences relatives au dosage des mortiers et des bétons, Annales des Ponts et Chaussées
- 1881 : Observations sur les cours d'eau et la pluie centralisées pendant l'année 1881, sous la direction de Ch. Lefébure de Fourcy, avec M. G. Lemoine, Ponts et Chaussées. Service hydrométrique du bassin de la Seine, Versailles : imp. E. Aubert
- 1882 : Abaissement probable des eaux de la Seine pendant l'été et l'automne 1882 ; Variations de la température avec l’altitude dans le bassin de la Seine, pendant les hautes pressions du mois de janvier 1882, compte rendu de séance de l'académie des sciences, tome 94
- 1883 : Étude sur les crues de l’hiver 1882-1883 dans le Bassin de la Seine (avec G. Lemoine), Annales des Ponts et Chaussées 2e semestre 1883, p. 314-346
- 1883 : Résumé des Observations Centralisées par le service hydrométrique du bassin de la Seine 1881, Versailles : Sté météorol. de France
- 1883 : Notice sur la construction des écluses accolées de Carrière sous Poissy sur la Seine, Annales des Ponts et Chaussées
- 1884 : Manuel hydrologique du bassin de la Seine, sous la direction de Charles Lefébure de Fourcy et M. G. Lemoine, Paris : Impr. Nationale
- 1886 : Note pour commenter les travaux de Philippe-Eugène Hatt sur les marées, Annales des Ponts et Chaussées
- 1888 : Note sur la stabilité des écluses de grande ouverture. Application des courbes de pression, Annales des Ponts et Chaussées
- 1889 : Note sur les épreuves des tabliers métalliques des ponts de Cubzac sur la Dordogne, Annales des Ponts et Chaussées
- 1891 : Intervention au Congrès international des procédés de construction (septembre 1889) : étude des divers procédés de fondation, pieux à vis, air comprimé, congélation, blocs en béton..., par MM Hersent, Terrier et de Préaudeau, Librairie Polytechnique, Baudry et Cie éditeurs, Paris[13]
- 1891 : Rapport sur l'exécution des travaux et tableau des dépenses effectives pour la construction du chemin de fer de Fontenay à Cholet et à Breuil-Barret
- 1892 : Procédés généraux de construction, tome 1 : Éléments par ouvrages, Travaux d'Art, Paris : Béranger
- 1894 : Recherches expérimentales sur les pièces droites chargées par bout, Annales des Ponts et Chaussées
- 1899-1900 : Cours de procédés généraux de construction 1er et 2e fascicule, Paris : École Nationale des Ponts et Chaussées[14]
- 1903 : Procédés généraux de Construction, tome 2 : Construction des ouvrages, Travaux d'art, Paris : Beranger
- 1908 : XIème congrès de l'Association internationale permanente des Congrès de navigation ; St Pétersbourg : 1- Section navigation intérieure/1-communication. Rapport par A.de Préaudeau : "Application du béton armé aux constructions hydrauliques." Imprimerie des Travaux Publics ; Bruxelles[https://repozytorium.biblos.pk.edu.pl/redo/resources/8463/file/scans/DEFAULT/OCR_rezultaty/100000299358_A_v1_200dpi_q60.pdf 1]

## Décorations
- Médaille commémorative de la guerre de 1870-1871 (décret du 24 octobre 1912)
- Grand Officier du Nichan Iftikar (Tunisie) (1907)
- Chevalier de la Légion d'honneur (19 juillet 1880)[15]
- Officier de la Légion d'honneur (25 janvier 1906)
- Commandeur de la Légion d'honneur (19 septembre 1912)
- Grand Officier de la Légion d'honneur (29 juin 1921)[15]

En décembre 1905, il reçut le diplôme de membre fondateur de la Société centrale de sauvetage des naufragés, signé par l'amiral Duperré.